# Cloris Brosca
Cloris Brosca (Napoli, 16 febbraio 1957) è un personaggio televisivo e attrice italiana.

## Biografia
Prima di raggiungere la notorietà, lavora per molti anni in teatro, cinema e televisione con Tino Buazzelli, Gigi Proietti, Eduardo De Filippo, Massimo Troisi, Giuseppe Tornatore, Marcello Mastroianni.
Viene scoperta dal grande pubblico nel 1994, quando partecipa al programma Luna Park nel ruolo della "zingara". Successivamente, dopo il successo ottenuto in questo ruolo, il gioco finale con lei protagonista, oltre a diventare il più amato e conosciuto, diventa un fortunato programma spin-off itinerante che dura quasi 8 anni, condotto prima da Giorgio Comaschi, poi da Stefano Sarcinelli. Anche a Colorado - Due contro tutti (dove si chiamava "regina della piramide") e a In bocca al lupo!, nell'edizione 1998-1999, interpreta la "zingara". Ha condotto anche, dal 25 settembre 2000 al 29 giugno 2001, la trasmissione di Michele Guardì I fatti vostri su Rai 2.
Dopo aver partecipato saltuariamente alla serie TV di Rai 3, La squadra, nel 2006 è nel cast della serie TV di Rai 1, Raccontami, per la regia di Riccardo Donna e Tiziana Aristarco. 
Nel 2022 è la voce narrante, insieme a quella di Lello Arena, del docufilm su Massimo Troisi, Il mio amico Massimo, per la regia di Alessandro Bencivenga.
Entra poi a far parte della soap opera Il paradiso delle signore, dove interpreta Amalia Rubino, una cartomante.

## Filmografia

### Cinema
- Ricomincio da tre, regia di Massimo Troisi (1981)
- Fuori dal giorno, regia di Paolo Bologna (1982)
- Il camorrista, regia di Giuseppe Tornatore (1986)
- Stanno tutti bene, regia di Giuseppe Tornatore (1990)
- Vito e gli altri, regia di Antonio Capuano (1991)
- Laura non c'è, regia di Antonio Bonifacio (1998)
- Te lo leggo negli occhi, regia di Valia Santella (2004)
- Prova a volare, regia di Lorenzo Cicconi Massi (2003-2007)
- Caos calmo, regia di Antonio Luigi Grimaldi (2008)
- Il sesso aggiunto, regia di Francesco Antonio Castaldo (2011)
- Effetto paradosso, regia di Carlo Fenizi (2012)
- Il mio amico Massimo, regia di Alessandro Bencivenga – docufilm (2022) - voce narrante

### Televisione
- Rosaura alle dieci (1981)
- La squadra – serie TV (2000-2007)
- Casa famiglia – serie TV (2001-2003)
- Raccontami – serie TV (2006)
- Paolo VI - Il papa nella tempesta, regia di Fabrizio Costa – miniserie TV (2008)
- Che Dio ci aiuti, regia di Francesco Vicario – serie TV, episodio 4x17 (2017)
- Il paradiso delle signore – serie TV (2025)
- Mina Settembre, regia di Tiziana Aristarco – serie TV, episodio 3x05 (2025)

## Teatro
- Le allegre comari di Windsor, di William Shakespeare, regia di Orazio Costa, Teatro Romano di Verona, 30 luglio 1976.
- Il sindaco del rione Sanità (1977)[1]
- Voce narrante in NATI IN RIVA AL MONDO spettacolo presso il Leoncavallo di Milano di Mauto di Domenico con Mauro Pagani, Paolo Jannacci, Orkhestra Internazionalista (2005)
- L’eredità di Eszter (2017)[2]

## Televisione
- Luna Park (Rai 1, 1994-1997)
- La zingara (Rai 1, 1995-2000, 2002)
- Le torri della zingara (Rai 1, 1996-1997)
- Colorado (Rai 1, 1997-1998)
- In bocca al lupo! (Rai 1, 1998-1999)
- I fatti vostri (Rai 2, 2000-2001)
- Citofonare Rai 2 (Rai 2, 2021-2022)

## Pubblicità
- Olio Sasso (1984)
- Dixan (1987)
- Business24 (2018)